# افلیژم
شهر افلیژم (به فرانسوی: Affligem) در ناحیه اداری ال-ویلوورد  در استان فلومیش بربان  در منطقه فلاندری در کشور بلژیک واقع شده‌است.